# Pierre Muller (homme politique)
Pour les articles homonymes, voir Muller et Pierre Muller.
Pierre Muller, né le 4 avril 1901 à Dalem et mort le 21 octobre 1977 à Falck, est un homme politique français. Membre du Parti communiste français,  il est conseiller général de la Moselle de 1937 à 1940 et 1945 à 1949, conseiller de la République de 1946 à 1948 et député français de 1945 à 1946 et de 1951 à 1955.

## Biographie
Pierre Muller est né le 4 avril 1901 à Dalem, en Lorraine alors annexée dans l'Empire allemand. Fils de mineur, il entre lui-même à 14 ans aux mines de la Houve à Creutzwald avant de travailler aux houillères de Sarre et Moselle à Merlebach et de gagner, après son renvoi, les Houillères de Petite-Rosselle où il travaille jusqu'en 1936.
Il devient alors secrétaire du Syndicat confédéré des mineurs où il milite depuis les années vingt et se montre très actif lors des grèves. Militant communiste depuis 1923, Pierre Muller se charge à partir de 1933, et jusqu'au début de la Seconde Guerre mondiale, de venir en aide aux militants antifascistes allemands originaires de Sarre, après le plébiscite de 1935, ou du Palatinat. Il met en place à partir de 1936, en tant que secrétaire du syndicat des mineurs CGT, une chaîne de solidarité qui leur apporte un logement et des secours financiers pour qu'ils puissent poursuivre leur engagement contre le régime hitlérien à partir du bassin houiller lorrain. Il siège au même moment au comité régional du Parti communiste français en Moselle où il anime le Front populaire.
Il se présente, sans succès, aux élections législatives dans la circonscription de Boulay-Saint-Avold où il affronte notamment Victor Antoni. En octobre 1937, Pierre Muller se présente aux élections cantonales du canton de Saint-Avold face au député de la circonscription Alexis Wiltzer. Il est élu au deuxième tour dans une élection triangulaire en obtenant 2 267 voix sur 5 410 suffrages exprimés.
En 1938, à la veille de la guerre, il siège dans les instances dirigeantes de l'Union départementale CGT de la Moselle, alors qu'il n'a que quarante ans. C'est l'une des figures de la CGT et du PCF en Moselle.
Révoqué du Conseil Général de la Moselle par le préfet qui appliquait le décret du 26 septembre 1939 portant dissolution des organisations communistes, il est évacué à Pressac (Vienne) avec sa famille. À la fin de l'année, il gagne Champagnac-lès-Mines où il travaille comme mineur avant d'être incorporé dans l'armée française en janvier 1940. À la suite de l'armistice, Pierre Muller rentre en Moselle à l'automne 1940. Il est arrêté par les Allemands dès le 9 octobre 1940, en raison de ses activités politiques et syndicales ainsi que pour l'aide apportée aux communistes sarrois exilés en Moselle. L'interrogeant, la Gestapo note à son sujet : « Muller est connu comme un communiste fanatique. Il a une très grande influence sur le mouvement ouvrier lorrain ». Il est d'abord emprisonné à la prison du Lerchesflur à Sarrebruck en détention préventive. Après le bombardement de la prison, Pierre Muller est transféré à la prison voisine de Deux-Ponts (Zweibrücken). Il est condamné à la fin du mois de juillet 1942 par le tribunal de Sarrebruck, avec quatorze autres résistants communistes dont Eugène Kloster, pour « haute trahison ». Pierre Muller écope d'une peine de trois ans et six mois de prison. Il est ensuite déporté à Dachau puis à Buchenwald où il retrouve quelques camarades communistes membres du groupe de résistants mosellans Mario. Il est libéré en avril 1945. Son épouse fut arrêtée en février 1944 et emprisonnée au fort de Queuleu à Metz (Moselle annexée) puis internée au camp de Schirmeck (Bas-Rhin annexé). Pierre Muller passa donc l'essentiel de la guerre dans les geôles allemandes.
Après la guerre, il est élu aux deux Assemblées constituantes (1945-1946), puis à l'Assemblée nationale en novembre 1946. Mais élu au Conseil de la République le mois suivant, c'est au sein de cette Assemblée qu'il siège, au sein du groupe communiste. Battu lors du renouvellement de 1948, il est de nouveau élu député en juin 1951. Il avait retrouvé en 1945 sa place au conseil général de la Moselle. 
Parallèlement à ces activités politiques, il assume des responsabilités régionales et nationales à la Fédération CGT des mineurs. Il est administrateur des Houillères du Bassin lorrain en 1946, et administrateur de la Société de secours minière de Sarre et Moselle. Sa participation active aux grèves de 1947 et 1948 entraine la révocation de ces fonctions par le ministre socialiste Robert Lacoste. 
Tête de la liste communiste, il est battu lors des élections législatives de 1956. Il est encore candidat aux élections législatives de 1958 et 1962, sans succès.

## Détail des fonctions et des mandats
Mandats parlementaires
- 21 octobre 1945 - 23 décembre 1946 : député de la Moselle
- 17 juin 1951 - 1er décembre 1955 : député de la Moselle
- 8 décembre 1946 - 6 novembre 1948 : sénateur de la Moselle

Mandat local
- 1937 - 1940, 1945 - 1949 : conseiller général de la Moselle